# Dacnitoides cotylophora
Dacnitoides cotylophora ist eine Art der Spulwürmer und einziger Vertreter der Gattung Dacnitoides. Er ist ein Parasit im Darm des 
Amerikanischen Flussbarsches und des Glasaugenbarsches. Die Stellung der Art und Gattung werden kontrovers diskutiert: Der Catalogue of Life und die World Database of Nematodes betrachten sie als Synonym für Dichelyne cotylophora, Hodda (2022) und das Interim Register of Marine and Nonmarine Genera Dacnitoides als valide Gattung.

## Merkmale
Merkmale der Gattung sind das gerade Vorderende, das einzelne Ovar und ein deutlicher Blinddarm.
Männchen sind 4 bis 6 mm lang und 0,2 mm dick. Die drei Lippen haben eine Randverstärung und sind mit jeweils drei Papillen besetzt. Der Ösophagus ist 0,5 bis 0,6 mm lang und 0,06 bis 0,12 mm dick. Der Nervenring befindet sich am Übergang der Ösophagusabschnitte. Die beiden Spicula sind 0,89 mm lang und 5 µm dick. Von den Schwanzpapillen liegt ein Paar vor dem Genitalsaugnapf, vier Paare zwischen diesem und dem Anus, eine einzelne direkt vor dem Anus und vier Paare hinter ihm.
Weibchen 4 bis 5,5 mm lang und 0,28 mm dick. Der Anus liegt 0,14 mm vor dem Schwanzende, zwischen beiden liegen vier schmale Dornen. Die Vulva liegt ein Achtel der Körperlänge hinter der Körpermitte. Der hintere Uterusabschnitt hat kein Ovar. Die Eier sind 65 × 40 µm groß.